# JK-05
Le JK-05 est un médicament antiviral expérimental à spectre large développé par une entreprise chinoise, Sihuan Pharmaceutical, en collaboration avec l'institut d'épidémiologie et de microbiologie de l'académie militaire des sciences médicales chinoise. Destiné dans un premier temps à répondre uniquement aux situations d'urgence d'ordre militaire,, sa structure chimique étaient encore tenue secrète en janvier 2015. Le JK-05 serait une petite molécule agissant comme inhibiteur de l'ARN polymérase du virus Ebola et du virus de la grippe indispensable à la réplication de ces virus. Assez simple, cette molécule pourrait être produite rapidement en grande quantité si les essais cliniques s'avéraient concluants. Elle serait semblable au favipiravir, un autre antiviral développé cette fois par une filiale de la firme japonaise Fujifilm et qui s'est montré efficace pour traiter des patients souffrant de la maladie à virus Ebola. Des tests réalisés sur des souris auraient montré l'efficacité de cette molécule contre un ensemble de virus à ARN, dont le virus de la grippe, le virus Ebola et le virus de la fièvre jaune, ainsi que contre plusieurs arénavirus et bunyavirus.[réf. nécessaire]
Le médicament a reçu un accord préliminaire des autorités chinoises pour qu'il soit disponible pour les soignants chinois impliqués dans le combat contre l'épidémie de 2014, ou si Ebola venait à gagner la Chine,,,,,.